# Aimé Joseph de Fleuriau

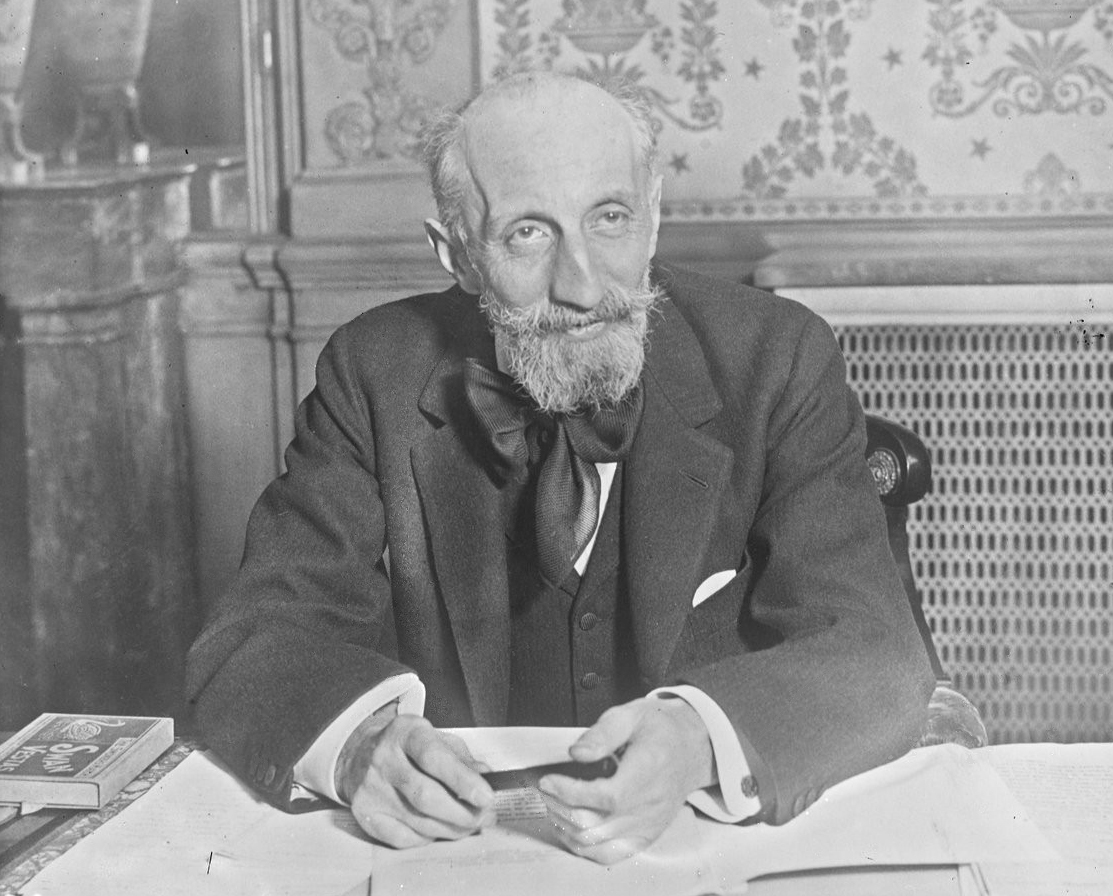
Aimé Joseph de Fleuriau

Aimé-Joseph de Fleuriau (* 24. Januar 1870 in La Rochelle; † 19. Januar 1938 in Ismailia) war ein französischer Diplomat.

## Leben
Aimé Joseph de Fleuriau wurde als Sohn von Louis-Aimé de Fleuriau (1827–1891) und seiner Frau Marie Magnan in La Rochelle geboren. Er studierte in der Universität von Paris Jura und Politikwissenschaften. Darauf wurde er Diplomat, genauer Sekretär dritter Klasse in Konstantinopel und später London. In London wurde er im April 1902 schließlich zu einem Sekretär zweiter Klasse und im Dezember 1908 zu einem Sekretär erster Klasse ernannt.
Er war zwischen 1921 und 1924 französischer Botschafter in Peking und von 1924 bis 1933 französischer Botschafter in London. Nach seinem Tod am 19. Januar 1938 in Ismailia schrieb The Times einen Nachruf für ihn. Diese wurde am 21. Januar veröffentlicht.

## Familie
Er heiratete am 17. April 1900 Pauline Bardac.

## Ehrungen
- Januar 1906: Chevalier der Ehrenlegion
- Mai 1908: Chevalier des Ordre du Mérite agricole
- Januar 1919: Officier der Ehrenlegion
- März 1925: Commandeur der Ehrenlegion
- Juli 1933: Grand Officier der Ehrenlegion